# Felix Brych
Felix Brych (München, 3 augustus 1975) is een Duits voetbalscheidsrechter en advocaat. Brych startte in 2004 met fluiten in de Bundesliga en werd in 2007 benoemd tot internationaal scheidsrechter. Hij leidde belangrijke wedstrijden, waaronder interlands en finales in de UEFA Europa League en de UEFA Champions League.

## Enkele wedstrijden
De eerste internationale wedstrijd die hij floot was voor de kwalificatie in Groep G van het Europees kampioenschap voetbal 2008, tussen Roemenië en Luxemburg. In 2008 floot hij in de UEFA Cup 2007/08 de wedstrijd tussen Panathinaikos FC en Rangers FC en in groep D van de UEFA Champions League 2008/09 de wedstrijd van Liverpool tegen PSV. In 2011 leidde hij in groep C van de UEFA Champions League 2011/12 de wedstrijd Manchester United tegen Oțelul Galați, waarin hij Nemanja Vidić van het veld afstuurde.
In januari 2014 was hij een van de 25 scheidsrechters op het Wereldkampioenschap voetbal 2014 in Brazilië, met zijn assistenten Mark Borsch en Stefan Lupp. Hij leidde twee groepswedstrijden. In mei 2014 leidde hij de finale van de UEFA Europa League tussen Sevilla en Benfica. De wedstrijd eindigde op een 0–0 gelijkstand en Sevilla won in de strafschoppenserie met 4–2.
In 2016 was Brych scheidsrechter op het Europees kampioenschap voetbal 2016 in Frankrijk. Hij leidde twee wedstrijden in de groepsfase en de kwartfinale tussen Polen en Portugal. De wedstrijd eindigde op 1–1, waarna Portugal de strafschoppenreeks won met 3–5.
In 2017 leidde Brych de door Real Madrid met 1–4 gewonnen finale van de UEFA Champions League tegen Juventus.
Tijdens het Wereldkampioenschap voetbal 2018 in Rusland kwam hij eenmaal in actie, in de groepswedstrijd Servië–Zwitserland, 1–2.
Op 25 november floot Brych met Eintracht Frankfurt tegen VfB Stuttgart in de Bundesliga zijn 344e wedstrijd in Duitsland. Hij evenaarde hiermee het record van Wolfgang Stark. Brych kon de wedstrijd wegens een blessure niet vol maken.

### Nederland
Brych floot drie wedstrijden waarin Nederland speelde: tweemaal een oefenwedstrijd in aanloop naar het Europees kampioenschap voetbal 2012 in februari 2011, tegen Oostenrijk en Engeland. In 2015 floot hij de EK-kwalificatiewedstrijd van Nederland tegen Turkije.

## Interlands
| Datum             | Plaats                          | Wedstrijd                         | Uitslag            | Competitie                  | Kreeg geel | Kreeg voor de tweede keer geel en dus rood | Weggestuurd |
| ----------------- | ------------------------------- | --------------------------------- | ------------------ | --------------------------- | ---------- | ------------------------------------------ | ----------- |
| 17 oktober 2007   | Luxemburg, Luxemburg            | Luxemburg – Roemenië              | 0 – 2              | EK-kwalificatie             | 2          | 0                                          | 0           |
| 6 februari 2008   | Londen, Engeland                | Engeland – Zwitserland            | 2 – 1              | Vriendschappelijk           | 0          | 0                                          | 0           |
| 26 mei 2008       | Reutlingen, Duitsland           | Polen – Macedonië                 | 1 – 1              | Vriendschappelijk           | 4          | 0                                          | 0           |
| 1 juni 2008       | Rotterdam, Nederland            | Nederland – Wales                 | 2 – 0              | Vriendschappelijk           | 1          | 0                                          | 0           |
| 10 september 2008 | Almaty, Kazachstan              | Kazachstan – Oekraïne             | 1 – 3              | WK-kwalificatie             | 4          | 0                                          | 0           |
| 19 november 2008  | Glasgow, Schotland              | Schotland – Argentinië            | 0 – 1              | Vriendschappelijk           | 2          | 0                                          | 0           |
| 12 augustus 2009  | Minsk, Wit-Rusland              | Wit-Rusland – Kroatië             | 1 – 3              | WK-kwalificatie             | 3          | 0                                          | 0           |
| 14 november 2009  | Dublin, Ierland                 | Ierland – Frankrijk               | 0 – 1              | WK-kwalificatie             | 0          | 0                                          | 0           |
| 22 april 2010     | Wiesbaden, Duitsland            | Zuid-Afrika – Noord-Korea         | 0 – 0              | Vriendschappelijk           | 1          | 0                                          | 0           |
| 30 mei 2010       | Bayreuth, Duitsland             | Mexico – Gambia                   | 5 – 1              | Vriendschappelijk           | 2          | 0                                          | 0           |
| 7 september 2010  | Sarajevo, Bosnië en Herzegovina | Bosnië en Herzegovina – Frankrijk | 0 – 2              | EK-kwalificatie             | 3          | 0                                          | 0           |
| 9 februari 2011   | Eindhoven, Nederland            | Nederland – Oostenrijk            | 3 – 1              | Vriendschappelijk           | 1          | 0                                          | 0           |
| 25 maart 2011     | Ljubljana, Slovenië             | Slovenië – Italië                 | 0 – 1              | EK-kwalificatie             | 3          | 0                                          | 0           |
| 10 augustus 2011  | Bari, Italië                    | Italië – Spanje                   | 2 – 1              | Vriendschappelijk           | 3          | 0                                          | 0           |
| 6 september 2011  | Moskou, Rusland                 | Rusland – Ierland                 | 0 – 0              | EK-kwalificatie             | 4          | 0                                          | 0           |
| 11 november 2011  | Istanbul, Turkije               | Turkije – Kroatië                 | 0 – 3              | EK-kwalificatie             | 7          | 0                                          | 0           |
| 29 februari 2012  | Londen, Engeland                | Engeland – Nederland              | 2 – 3              | Vriendschappelijk           | 2          | 0                                          | 0           |
| 26 mei 2012       | Hamburg, Duitsland              | Denemarken – Brazilië             | 1 – 3              | Vriendschappelijk           | 0          | 0                                          | 0           |
| 5 juni 2012       | Solna, Zweden                   | Zweden – Servië                   | 2 – 1              | Vriendschappelijk           | 0          | 0                                          | 0           |
| 29 juli 2012      | Londen, Engeland                | Uruguay – Senegal                 | 0 – 2              | Olympische Spelen           | 5          | 0                                          | 1           |
| 4 augustus 2012   | Newcastle, Engeland             | Brazilië – Honduras               | 3 – 2              | Olympische Spelen           | 6          | 2                                          | 0           |
| 16 oktober 2012   | Madrid, Spanje                  | Spanje - Frankrijk                | 1 - 1              | WK-kwalificatie             | 3          | 0                                          | 0           |
| 14 november 2012  | Istanbul, Turkije               | Turkije – Denemarken              | 1 – 1              | Vriendschappelijk           | 1          | 0                                          | 0           |
| 5 juni 2013       | Aalborg, Denemarken             | Denemarken – Georgië              | 2 – 1              | Vriendschappelijk           | 2          | 0                                          | 0           |
| 22 juni 2013      | Belo Horizonte, Brazilië        | Japan – Mexico                    | 1 – 2              | Confederations Cup          | 2          | 0                                          | 0           |
| 14 augustus 2013  | Londen, Engeland                | Engeland – Schotland              | 3 – 2              | Vriendschappelijk           | 4          | 0                                          | 0           |
| 6 september 2013  | Belgrado, Servië                | Servië – Kroatië                  | 1 – 1              | WK-kwalificatie             | 6          | 1                                          | 1           |
| 11 oktober 2013   | Jerevan, Armenië                | Armenië – Bulgarije               | 2 – 1              | WK-kwalificatie             | 3          | 1                                          | 1           |
| 20 november 2013  | Wellington, Nieuw-Zeeland       | Nieuw-Zeeland – Mexico            | 2 – 4              | WK-kwalificatie             | 6          | 0                                          | 0           |
| 14 juni 2014      | Fortaleza, Brazilië             | Uruguay – Costa Rica              | 1 – 3              | WK 2014                     | 3          | 0                                          | 1           |
| 22 juni 2014      | Rio de Janeiro, Brazilië        | België – Rusland                  | 1 – 0              | WK 2014                     | 3          | 0                                          | 0           |
| 14 oktober 2014   | Kopenhagen, Denemarken          | Denemarken – Portugal             | 0 – 1              | Kwalificatie EK 2016        | 1          | 0                                          | 0           |
| 15 november 2014  | Serravalle, San Marino          | San Marino – Estland              | 0 – 0              | Kwalificatie EK 2016        | 5          | 0                                          | 0           |
| 28 maart 2015     | Amsterdam, Nederland            | Nederland – Turkije               | 1 – 1              | Kwalificatie EK 2016        | 2          | 0                                          | 0           |
| 31 maart 2015     | Turijn, Italië                  | Italië – Engeland                 | 1 – 1              | Vriendschappelijk           | 3          | 0                                          | 0           |
| 12 juni 2015      | Cardiff, Wales                  | Wales – België                    | 1 – 0              | Kwalificatie EK 2016        | 2          | 0                                          | 0           |
| 4 september 2015  | Boedapest, Hongarije            | Hongarije – Roemenië              | 0 – 0              | Kwalificatie EK 2016        | 7          | 0                                          | 0           |
| 13 oktober 2015   | Rome, Italië                    | Italië – Noorwegen                | 2 – 1              | Kwalificatie EK 2016        | 0          | 0                                          | 0           |
| 13 november 2015  | Zenica, Bosnië en Herzegovina   | Bosnië en Herzegovina – Ierland   | 1 – 1              | Kwalificatie EK 2016        | 1          | 0                                          | 0           |
| 16 juni 2016      | Lens, Frankrijk                 | Engeland – Wales                  | 2 – 1              | EK 2016                     | 1          | 0                                          | 0           |
| 22 juni 2016      | Nice, Frankrijk                 | Zweden – België                   | 0 – 1              | EK 2016                     | 4          | 0                                          | 0           |
| 30 juni 2016      | Marseille, Frankrijk            | Polen – Portugal                  | 1 – 1 (3 – 5 n.s.) | EK 2016                     | 5          | 0                                          | 0           |
| 6 oktober 2016    | Turijn, Italië                  | Italië – Spanje                   | 1 – 1              | Kwalificatie WK 2018        | 8          | 0                                          | 0           |
| 25 maart 2017     | Brussel, België                 | België – Griekenland              | 1 – 1              | Kwalificatie WK 2018        | 6          | 2                                          | 0           |
| 9 oktober 2017    | Kiev, Oekraïne                  | Oekraïne – Kroatië                | 0 – 2              | Kwalificatie WK 2018        | 2          | 0                                          | 0           |
| 12 november 2017  | Bazel, Zwitserland              | Zwitserland – Noord-Ierland       | 0 – 0              | Kwalificatie WK 2018        | 3          | 0                                          | 0           |
| 22 juni 2018      | Kaliningrad, Rusland            | Servië – Zwitserland              | 1 – 2              | WK 2018 groepsfase          | 5          | 0                                          | 0           |
| 12 oktober 2018   | Rijeka, Kroatië                 | Kroatië – Engeland                | 0 – 0              | UEFA Nations League 2018/19 | 6          | 0                                          | 0           |
| 16 oktober 2018   | Jeddah, Saoedi-Arabië           | Brazilië – Argentinië             | 1 – 0              | Vriendschappelijk           | 7          | 0                                          | 0           |

Laatste aanpassing op 24 oktober 2018